# 圆叶小石积
圆叶小石积（学名：Osteomeles subrotunda）为蔷薇科小石积属的植物。分布于菲律宾、日本以及中国大陆的广东等地，生长于海拔200米至500米的地区，见于生路旁混交林边，目前尚未由人工引种栽培。

## 别名
小石积（经济植物手册）

## 异名
- Osteomeles subrotunda K. Koch var. glabra Yu